# Daniel Febles
Daniel Ricardo Febles Argüelles (Caracas, 8 febbraio 1991) è un calciatore venezuelano, attaccante del Lanzarote.

## Carriera

### Club
Ha giocato nella massima serie dei campionati venezuelano e boliviano.

### Nazionale
Ha partecipato al Campionato sudamericano di calcio Under-20 2011.